# SNAP-IV
Le SNAP-IV est un test psychométrique de 90 questions permettant de déterminer si un enfant ou un jeune adulte souffre de TDAH ou de TOP.
En 2019, il est régulièrement utilisé pour déterminer si une personne souffre de TDAH.
L'acronyme est une abréviation de « Swanson, Nolan and Pelham Teacher and Parent Rating Scale » (littéralement, « Échelle d'évaluation de Swanson, Nolan et Pelham pour les parents et les enseignants »). 
Le test est inspiré du SNAP, qui a été mis au point dans les années 1980 pour les mêmes troubles. Plusieurs questions du SNAP-IV sont inspirées de données issues du  DSM-IV, ce qui explique la présence de « IV » dans son titre. 
Il « s'appuie sur des critères du DSM-V pour le TDAH, est psychométriquement sain, facile à consulter et simple à interpréter » ,. 
Une version de 26 questions a été dérivée du SNAP-IV.

### Citations originales
1. ↑  (en) « based on DSM-5 criteria for ADHD, is psychometrically sound, easily accessible and simple to interpret. »